# Gokayama
Gokayama (japanski: 五箇山, što znači "pet planina") je područje starih sela u blizini grada Nantoa, prefektura Toyama, pokrajina Chūbū (središnji Honshu). U tom području nalaze se tri sela: Ainokura (Taira), Suganuma (Kamitaira) i Toga.
Gokayama je planinsko područje u blizini vrha planine Haku (gorje Ryōhaku) gdje graniči sa selima Shirakawa-go u općini Odo na jugu. Kroz područje prolazi rijeka Shō, koja teče prema gradu Nanto (Toyama) na sjeveru, i gotovo sva sela se nalaze uz njezine uske obale ispod planina. Njegovih 95.7% prekriva planinska šuma i jedno je od najsnježnijih područja u Japanu, što je jedan od razloga nastanka jedinstvene japanske arhitekture kuća tzv. gasshō-zukuri (合掌造り) stila.
Stara sela Gokayame i njihove Minka kuće (民家, "kuće za ljude") su jedinstveni primjeri autohtone narodne izgradnje. Zbog toga je Gokayama, zajedno sa selima Shirakawa-goa, 1995. god. upisano na UNESCO-ov popis mjesta svjetske baštine u Aziji.

## Povijest
U 8. stoljeću područje Shirakawa-go/Gokayama se otvorilo kao mjesto za asketsko vjersko obožavanje planina, posebice brda Hakusan, za redovničke zajednice koje su kombinirale drevna pred-budistička vjerovanja s ezoteričnim budizmom. Krajem 13. stoljeća ono je došlo pod utjecajem snažne ezoterične Tendai sekte koju je pak kasnije zamijenila sekta Jo no Shinshu, koja je još uvijek vrlo utjecajna u tom području. Njezina učenja su odigrala važnu ulogu u razvoju društvene strukture u području, a koja se temelji na Kumi sustavu međusobne suradnje između susjednih domaćinstava. 
Najraniji pisani dokumenti koji spominju selo imena Ainokura su iz sredine 16. stoljeća, a Suganuma u ranom 17. stoljeću. Gokayama je početkom Edo razdoblja bila dio teritorija klana Kanazawa, ali je od kraja 17. stoljeća, porastom utjecaja Carstva Meiji, dospjeo pod izravnu kontrolu Edo Bakufua (vojne vlade Eda). 
Zbog brdovitog terena tradicionalna proizvodnja japanske riže nije bila u potpunosti uspješna, pa su se poljoprivrednici okrenuli alternativnim žitaricama poput heljde i prosa, koji se uzgajaju na malim poljima. Nekoliko izvoznih proizvoda ovog područja bili japanski papir (Washi), od vlakana biljaka iz tog područja, salitra (kalcijev nitrat) za proizvodnju baruta, a osnovna proizvodnja je bila svilarstvo (svilene bube i sirove niti svile). Proizvodnja papira se nastavila tijekom razdoblja Edo, ali je počela da opada kada su uvedeni postupci proizvodnje europskogi papira u 19. stoljeću. U isto vrijeme je proizvodnje salitre, koja je počela sredinom 17. stoljeća, također opala nakon uvoza jeftinije salitre iz Europe. Svilarstvo je preživjelo duže, od kraja 17. stoljeća do 1905. godine, a njezina potreba za velikim zatvorenim prostorima za legla svilene bube i skladištenje lišća je dovela do razvoja kuća gassho stila.

## Odlike
Selo Ainokura se također nalazi na terasastom platou iznad rijeke Sho. Ono je usmjereno prema staroj glavnoj cesti. Većina kuća se nalaze na pojedinačnom, puno odvojenom, kultiviranom zemljištu, odražavajući tradicionalnu uporabua zemljišta. Na kosom tlu u blizini podnožja planine kuće su na terasama potprte kamenim potpornim zidovima. Njihove međe su definirane cestama, kanalima za navodnjavanje ili kultiviranim parcelama, a ne zidovima ili ogradama i tako je krajolik potpuno otvoren. Većina posjeda ima pomoćne građevine kao što su skladišta od drvenih stijenki, šupe i sušnice, koje su obično daleko od stambenih zgrada kako bi se smanjio rizik od požara. Okućnice su okružene rižinim poljima s navodnjavanjem ali i gradskim poljima, također malih i nepravilnog oblika.
Skupinu povijesnih građevina čini dvadeset gassho kuća, većina s četiri sobe. Božanstvo-zaštitnik sela je smješteno u šintoističkom svetištu Jinushi Jinja, a budistički centar Shonen-ji je hram sekte Jodo Shinshu.
Selo Suganuma je slično selima Ogimachi (Shirakawa-go) i Ainokura, na terasi s pogledom na rijeku Sho, ali je mnogo manje, sa samo osam kućanstava i stanovništvom od 40 ljudi. Devet gassho kuća je preživjelo, od koji je najnovija izgrađena 1929. godine. One više nalikuju onima u Ainokuri nego u Ogimachi.

## Vanjske poveznice
- Službena stranica sela Shirakawa (jap.)
- "Najljepša sela Japana" (engl.)